# Département d'Ushuaïa
Le département d'Ushuaïa (en espagnol : departamento Ushuaia) est un département situé dans la province de Terre de Feu, Antarctique et Îles de l'Atlantique Sud, au sud de la partie argentine de la grande île de la Terre de Feu, il comprend en outre l'île des États et les îlots adjacents. Au nord, il est délimité par le département de Tolhuin et à l'ouest (frontière terrestre) et au sud (frontière maritime) par les frontières avec le Chili. À l'est, ses côtes donnent sur l'océan Atlantique et le détroit de Le Maire qui sépare les deux principales îles du département. Au sud, se trouve le canal Beagle et la mer de la zone australe. En application des limites maritimes déterminées par l'Organisation hydrographique internationale, le canal Beagle fait partie de l'océan Pacifique, mais le gouvernement argentin le considère comme un passage interocéanique n'étant rattaché à aucun océan.
Sa seule ville est Ushuaïa, la ville la plus australe d'Argentine et la seule du pays à être située de ce côté de la cordillère des Andes. Ushuaïa se situe sur la rive septentrionale du canal Beagle, au fond d'une vaste baie située au sud-ouest du département : la baie d'Ushuaïa. Aucune loi n'a désigné de ville pour être le chef-lieu du département, mais Ushuaïa remplit de fait cette fonction.

## Géographie
Les monts Martial et le mont Olivia (1 318 m) se trouvent dans le voisinage de la ville d'Ushuaïa. Parmi les fleuves de ce département, on peut citer le río Olivia.

### Localités
- Lago Escondido ;
- Almanza (es) ;
- Ushuaïa ;
- Puerto Parry ;
- Puerto Cook (actuellement inhabité).

### Climat
Les mois les plus chauds (sans neige) sont d'octobre à mai. De décembre à février les températures sont plus chaudes, avec jusqu'à 18 heures de luminosité par jour. Les mois les plus froids sont de fin mai à octobre. De juin à août, la saison de ski, les journées sont courtes et les chutes de neige quasi-permanentes. Les températures moyennes sont de :
- Décembre à février : 6 °C à 18 °C (diurne) et de 6 °C à 10 °C (nocturne) ;
- Mars à avril : 5 °C à 10 °C (diurne), 0 °C à 6 °C (nocturne) ;
- Juillet à août : 0 °C à 3 °C (diurne), 0 °C à −5/−10 °C (nocturne) ;
- Octobre à novembre : 4 °C à 11 °C (diurne), 2 °C à 7 °C (nocturne).

### Voies d'accès
- Aéroport international d'Ushuaïa-Malvinas Argentinas, vols depuis Buenos Aires avec des escales dans d'autres villes de Patagonie ;
- Route nationale 3 (l'accès depuis le continent se fait par ferry en République du Chili) ;
- Possède un port en eaux profondes, qui sert de point de départ pour les croisières en Antarctique.

## Excursions
- le glacier Martial : il s'agit d'une aire naturelle protégée d'Argentine (7 km). Après avoir parcouru une route sinueuse qui parcourt la chaîne Martial, on atteint le pied de la piste de ski andin, cette dernière dispose d'un télésiège. De là, le visiteur a une vue panoramique sur le canal de Beagle, la ville, le glacier et l'île Navarino (Chili). Le chemin qui mène de l'arrivée du télésiège au glacier est particulièrement joli. Les moraines datant du petit âge glaciaire indiquent l'avancée maximale atteint alors par le glacier.
- Musée maritime d'Ushuaïa : le musée maritime se trouve dans l'ancien bâtiment du Presidio de Ushuaia ou Cárcel de Reincidentes de Tierra del Fuego (littéralement « prison des récidivistes de Terre de Feu ») où étaient enfermés les criminels les plus dangereux et ayant récidivé. Le bâtiment est classé Monument historique par une loi du Congrès de la nation argentine d'avril 1997 et transformé en Musée maritime d'Ushuaïa, dont la charge est confiée à la Marine argentine.
- Train du bout du monde : le Ferrocarril Austral Fueguino, qui rappelle les anciens trains à vapeur, emprunte le même chemin que les détenus employés il y a 80 ans pour abattre du bois de chauffage pour la communauté. Partant de la place Cívica (Ushuaïa), où se trouve une jetée touristique, il est possible de rejoindre en omnibus la Estación del Fin del Mundo (en français : Gare du bout du monde), à 8 km à l'ouest de la ville, à partir de laquelle démarre le trajet qui mène à la Estación Parque Nacional Tierra del Fuego (Gare Parc national Tierra de Fuego). Les voies longent le río Pipo, avant de le traverser sur le Puente Quemado. Le premier arrêt se fait à La Macarena.
- Parc national Tierra del Fuego : ce parc national a été créé en 1960, il s'étend sur 63000 hectares de forêt andino-patagonique (es). Situé à 12 km a l'ouest d'Ushuaïa, il s'agit du sel parc national argentin qui possède des côtes marines (canal Beagle). Ses forêts de lengas, ñires et hêtres de Magellan, ses fleuves, lacs et tourbières proposent des vues typiques du canal
- Lac Escondido : (route goudronnée 36 km, graviers 24 km). Traversant les Andes fuégiennes à 60 km au nord de Ushuaïa (par la route nationale 3) se trouve le lac enclavé en la cordillère et au pied du passage Garibaldi.
- Lac Fagnano : (route goudronnée 36 km, graviers 64 km). À 100 km au nord d'Ushuaïa (par la route nationale 3) dominant la zone des scieries de la région, cette étendue d'eau matérialise la frontière nord du département d'Ushuaïa. À son extrémité orientale se trouve l'Hostería Kaikén et à quelques kilomètres, à l'intérieur du département de Río Grande, un ensemble de cabanes, au voisinage de la commune de Tolhuin. Il s'agit de la troisième localité de Terre de Feu, et son nom en langue shelknam signifie « cœur », elle est considérée comme la capitale du « cœur de l'île ».

## Démographie du département d'Ushuaïa
- Population en 1991 : 29 411 habitants (INDEC).
- Population en 2001 : 45 785 habitants (INDEC), parmi lesquels 49,3 % de femmes et 50,7 % d'hommes.